# 莫洛季日涅 (杜布諾區)
50°27′0″N 26°2′20″E / 50.45000°N 26.03889°E
莫洛季日涅（烏克蘭語：Молодіжне），是烏克蘭的村落，位於該國西北部羅夫諾州，由杜布諾區負責管轄，面積0.28平方公里，海拔高度236米，2001年人口274，人口密度每平方公里978.6人。